# 大卡佩勒
大卡佩勒（法語：Cappelle-la-Grande，法語發音：[kapɛl la ɡʁɑ̃d]）是法国上法兰西大区北部省的一个市镇，位于该省西北部，属于敦刻尔克区。

## 地理
大卡佩勒（50°59'54"N, 2°21'51"E）面积5.46 平方千米，位于法国上法蘭西大區北部省，该省份为法国最北部的省份及最长的省份，西北濒北海，西接加来海峡省，南至埃纳省和索姆省，东与比利时接壤。
与大卡佩勒接壤的市镇（或旧市镇、城区）包括：库德凯尔克布朗什、阿姆布茨卡佩勒、比耶尔讷、敦刻尔克、泰特盖姆-库德凯尔克村。

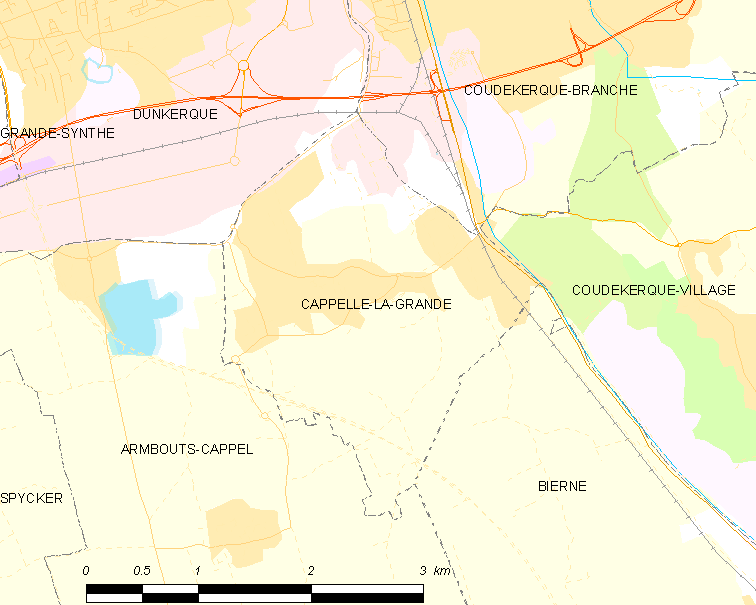
大卡佩勒的OSM定位图

大卡佩勒的时区为UTC+01:00、UTC+02:00（夏令时）。

## 行政
大卡佩勒的邮政编码为59180，INSEE市镇编码为59131。

## 政治
大卡佩勒所属的省级选区为库德凯尔克布朗什县。

## 人口

1962-2008年间大卡佩勒人口变化图示

大卡佩勒于2022年1月1日时的人口数量为7865人。